# NHK 하코다테 방송국

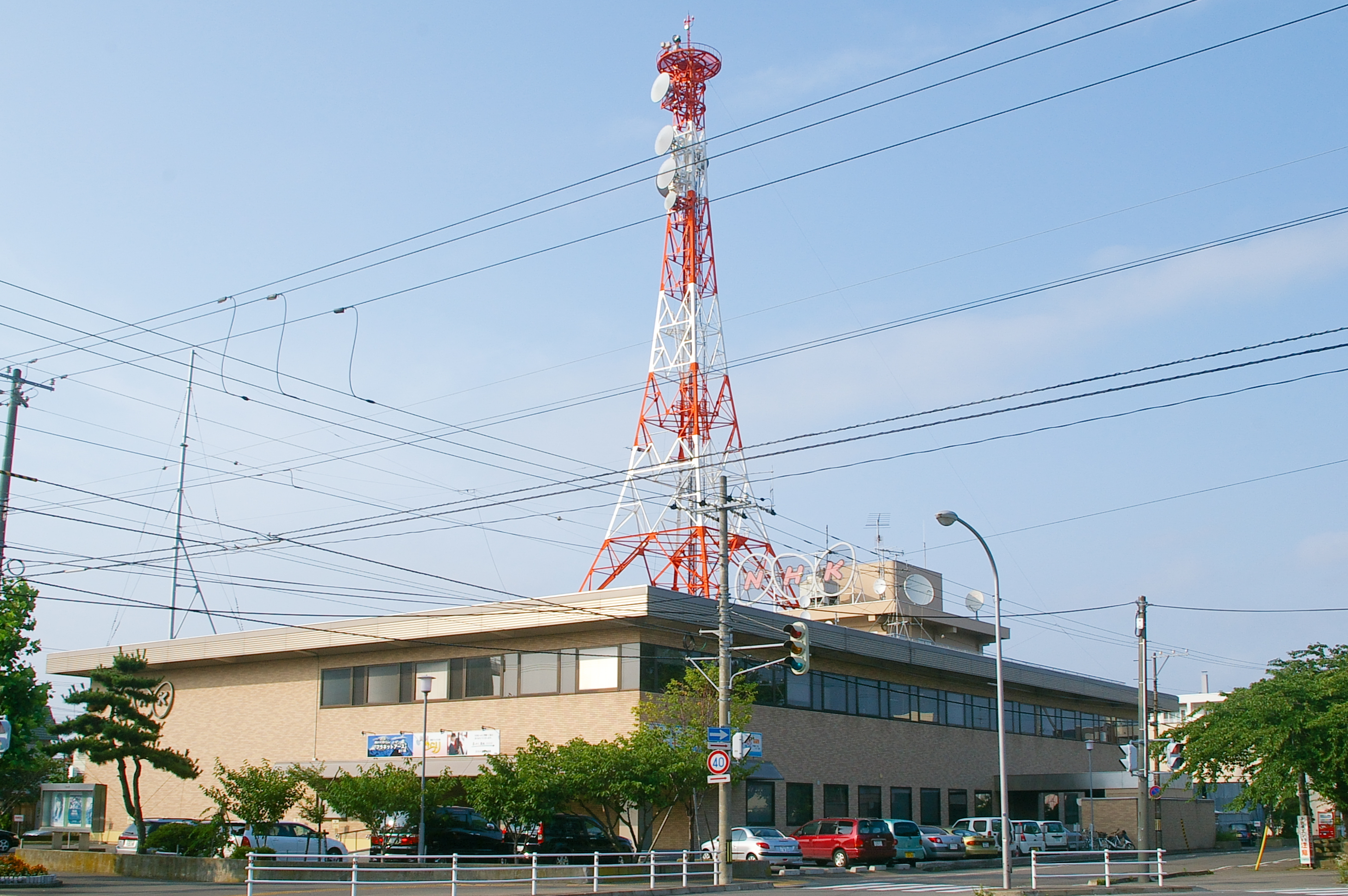
NHK 하코다테 방송국

NHK 하코다테 방송국(函館 放送局)은 오시마 지청, 히야마 지청을 방송구역으로 하는 NHK의 지역방송국이며 중파·FM라디오·텔레비전 방송을 담당하고 있다. 라디오 방송은 1932년 2월 6일에 시작되었으며 텔레비전 방송은 1957년 3월 22일에 시작되었다.

## 채널·주파수
- 종합 텔레비전 하코다테본국 18ch(JOVK-DTV)
- 교육 텔레비전 하코다테본국 14ch(JOVB-DTV)
- 라디오 제1방송 하코다테본국 675kHz 5kW(콜사인 JOVK)
- 라디오 제2방송 하코다테본국 1467kHz 1kW(콜사인 JOVB)
- FM방송 하코다테본국 87.0MHz　250W(콜사인 JOVK-FM)

## 보충서술
- 아오모리현 가자마우라촌에서 직접 운영하는 유선방송국인 가자마우라 촌영 공청시스템에서는 하코다테 방송국 종합 텔레비전과 교육 텔레비전을 재전송하고 있다.

## 홋카이도에 있는 다른 텔레비전·라디오 방송국

### NHK
- NHK 삿포로 방송국(홋카이도 지역 거점 방송국)
- NHK 아사히카와 방송국
- NHK 무로란 방송국
- NHK 기타미 방송국
- NHK 오비히로 방송국
- NHK 구시로 방송국

### 민영 방송국
- 삿포로 TV 방송(STV)(TV는 니혼 TV 계열, 라디오는 NRN 계열이며 라디오 부문은 현재 분사화하여 STV라디오로 불림)
- 홋카이도 방송(HBC)(TV는 도쿄 방송 계열, 라디오는 JRN·NRN계열)
- 홋카이도 분카 방송(uhb)(후지 TV 계열)
- 홋카이도 TV 방송(HTB)(TV 아사히 계열)
- TV 홋카이도(TVh)(TV 도쿄 계열)
- FM홋카이도(JFN 계열)
- FM노스웨이브(JAPAN FM LEAGUE 계열)